# Angel of Mine (Frank-Duval-Lied)
Angel of Mine ist eine Pop-Ballade, die von Frank Duval gesungen wurde und Platz eins der deutschen, österreichischen, schweizerischen und niederländischen Charts erreichte.

## Entstehung
Das Lied wurde von Duval mit seiner Frau Kalina Maloyer, einer aus der Slowakei stammenden Malerin, geschrieben und von Duval selbst produziert. Maloyer schrieb zahlreiche Texte für ihn, Duval bezeichnete sie als seine „Muse und zugleich meine brutalste Kritikerin“. Der Titel stammt aus dem Soundtrack zur Derrick-Folge 77, Dem Mörder eine Kerze, mit Horst Frank, Sven-Eric Bechtolf und Sascha Hehn, die am 21. November 1980 ausgestrahlt wurde.
Der als „Klangzauberer“ geltende Duval war 1965 als Filmmusiker beim Bayerischen Rundfunk entdeckt worden, als er in einem Studio auf einem Flügel improvisierte. 1977 schrieb er erstmals die Musik für einen Tatort-Krimi. Anschließend arbeitete er viele Jahre erfolgreich mit Produzent Helmut Ringelmann zusammen. Angel of Mine war Duvals zweiter Charterfolg nach dem Song Todesengel, mit dem er Ende 1979 in der Schweiz Platz eins erreicht hatte.

## Veröffentlichung und Rezeption
Angel of Mine erschien erstmals 1980 auf Telefunken (6.12949 AC). Auf der B-Seite befand sich der Song Magdalena. Der Song stieg – nach der erstmaligen Ausstrahlung der Derrick-Folge am 21. November – am 8. Dezember 1980 in die deutschen Charts ein, in denen er insgesamt 26 Wochen verblieb, davon fünf, vom 2. Februar bis 2. März 1981 auf Platz eins. Der Titel wurde auch zum Nummer-eins-Hit in Österreich (22 Chartwochen), der Schweiz (12 Wochen) und den Niederlanden (10 Wochen), im flämischen Teil Belgiens erreichte er Platz zwei der dortigen Charts (10 Wochen), in Norwegen Platz sieben (12 Wochen).
Am 23. März 1981 traten Frank Duval & Orchestra in der ZDF-Sendung Disco von Ilja Richter auf.
1987 erschien eine Wiederveröffentlichung unter dem Titel Big Hits 1975–1985 als 7″-Single mit If I Could Fly Away auf der B-Seite.
Der Song wurde in Deutschland mit der Goldenen Schallplatte für mehr als 250.000 Einheiten zertifiziert. In den deutschen Jahrescharts 1981 erreichte der Song Platz acht. Das gleichnamige Album erreichte die Spitzenposition der österreichischen Charts, in Deutschland kam es auf Platz 22.

## Coverversionen
Eine deutschsprachige Version von Jürgen Marcus mit einem Text von Gerhard Baier erschien unter dem Titel Engel der Nacht im Januar 1981. Sie erreichte Platz 31 der deutschen Charts. Marcus trat am 9. Februar 1981 mit dem Song in der ZDF-Hitparade auf, konnte sich jedoch nicht unter den Top drei platzieren. Eine Orgelversion des Songs erschien ebenfalls 1981 von Alfons.